# Emilie Otterdahl
Emilie Otterdahl (7. november 1882 i København – 20. juni 1971) var en dansk stumfilmsskuespillerinde der spillede med i række stumfilm i perioden 1912 – 1915. Hun forblev ugift, med tog i 1910 sin mors pigenavn.

## Filmografi
- 1912 – Den flyvende Cirkus (som Erna, Strøms datter, instruktør Alfred Lind)
- 1912 – Cirkusluft (som Anna, Löwenhjelms datter, instruktør Poul Welander) (svensk)
- 1913 – Bristet Lykke (instruktør August Blom)
- 1913 – Atlantis (som fin dame ved bal, instruktør August Blom)
- 1913 – Frederik Buch som Dekoratør (instruktør Sofus Wolder)
- 1913 – Den gamle Majors Ungdomskærlighed (instruktør Axel Breidahl)
- 1913 - Et Mandfolk til Auktion (instruktør Axel Breidahl)
- 1913 – En farlig Forbryder (som Edith, instruktør August Blom)
- 1913 – Kongens Foged (instruktør Sofus Wolder)
- 1913 – Broder mod Broder (instruktør Robert Dinesen)
- 1913 – Giftslangen (instruktør Hjalmar Davidsen)
- 1913 – Frk. Studenten (som Doris, Ruths søster, instruktør Sofus Wolder)
- 1913 – Privatdetektivens Offer (instruktør Sofus Wolder)
- 1913 – Fem Kopier (instruktør August Blom)
- 1914 – Et Kærlighedsoffer (instruktør Robert Dinesen)
- 1914 – Under falsk Flag (instruktør Sofus Wolder)
- 1914 – Vasens Hemmelighed (som Marie, stuepige, instruktør August Blom)
- 1914 – Fra Mørke til Lys (som Anna, stuepige og Antons kæreste, instruktør Hjalmar Davidsen)
- 1914 - Det svage Punkt (instruktør Sofus Wolder)
- 1915 – Fattig og rig (som Iris, Lady Dombeys datter, ubekendt instruktør)
- 1916 – To Mennesker (som Carmian, blomsterpige, ubekendt instruktør)

- Ormen (instruktør Poul Welander) (svensk)